# Zespół pałacowo-parkowy w Palmse
Zespół pałacowo-parkowy w Palmse (est. Palmse mõis, niem. Gutshaus Palms) – muzeum w dawnej szlacheckiej siedzibie, znajdujące się w estońskiej miejscowości Palmse (gmina Vihula).
Pierwsze wzmianki o posiadłości pochodzą z roku 1510 (przedtem teren ten należał do klasztoru z Tallinna). Przez kolejne wieki należała ona do arystokratycznych rodów Niemców bałtyckich – początkowo Metztacken, a od XVII stulecia von der Pahlen.
Klasycystyczny pałac wybudowano w latach 1782–1784 po pożarze poprzedniej rezydencji. Park, założony w stylu francuskim, został powiększony w 1840 roku i zaprojektowany w stylu angielskim, ma wielkość 18 hektarów oraz niemal 60 kilometrów ścieżek spacerowych. W parku znajdują się także liczne budynki gospodarcze, m.in. gorzelnia, browar z 1820 roku, stajnie oraz dawne obiekty wypoczynkowe (pawilon zimowy, palmiarnia z 1870 roku, łaźnia z 1753 roku).
W latach 20. XX wieku w wyniku reformy rolnej dotychczasowych właścicieli wywłaszczono. Kompleks pełnił funkcję ośrodka wypoczynkowego ochotniczej formacji zbrojnej Kaitseliit. W okresie rządów sowieckich budynki i park niszczały (użytkowano je jako miejsce obozów wakacyjnych dla pionierów), remont rozpoczęto w 1975 roku i trwał on 10 lat. Obecnie cały zespół należy do państwa i jest udostępniony dla zwiedzających.

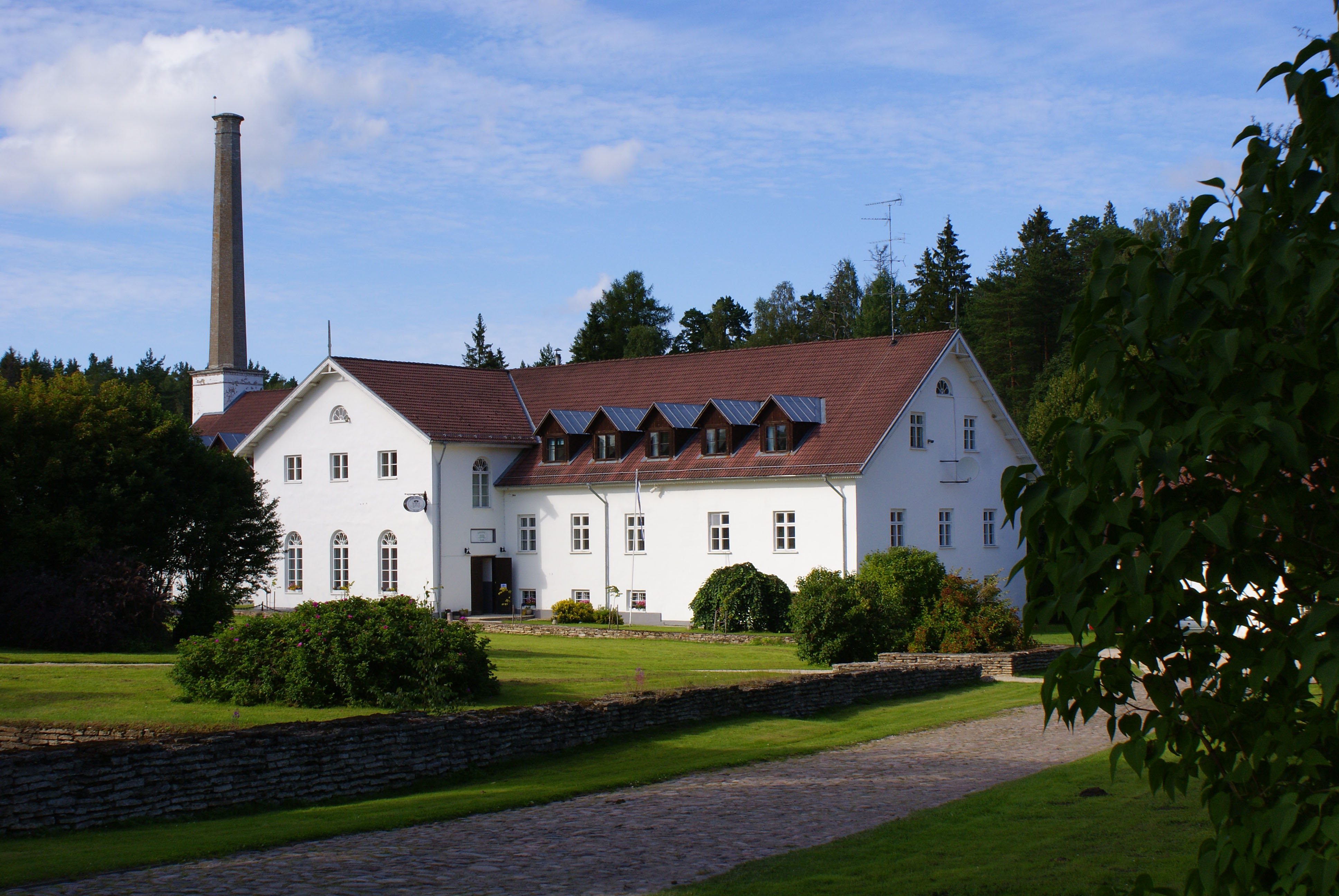
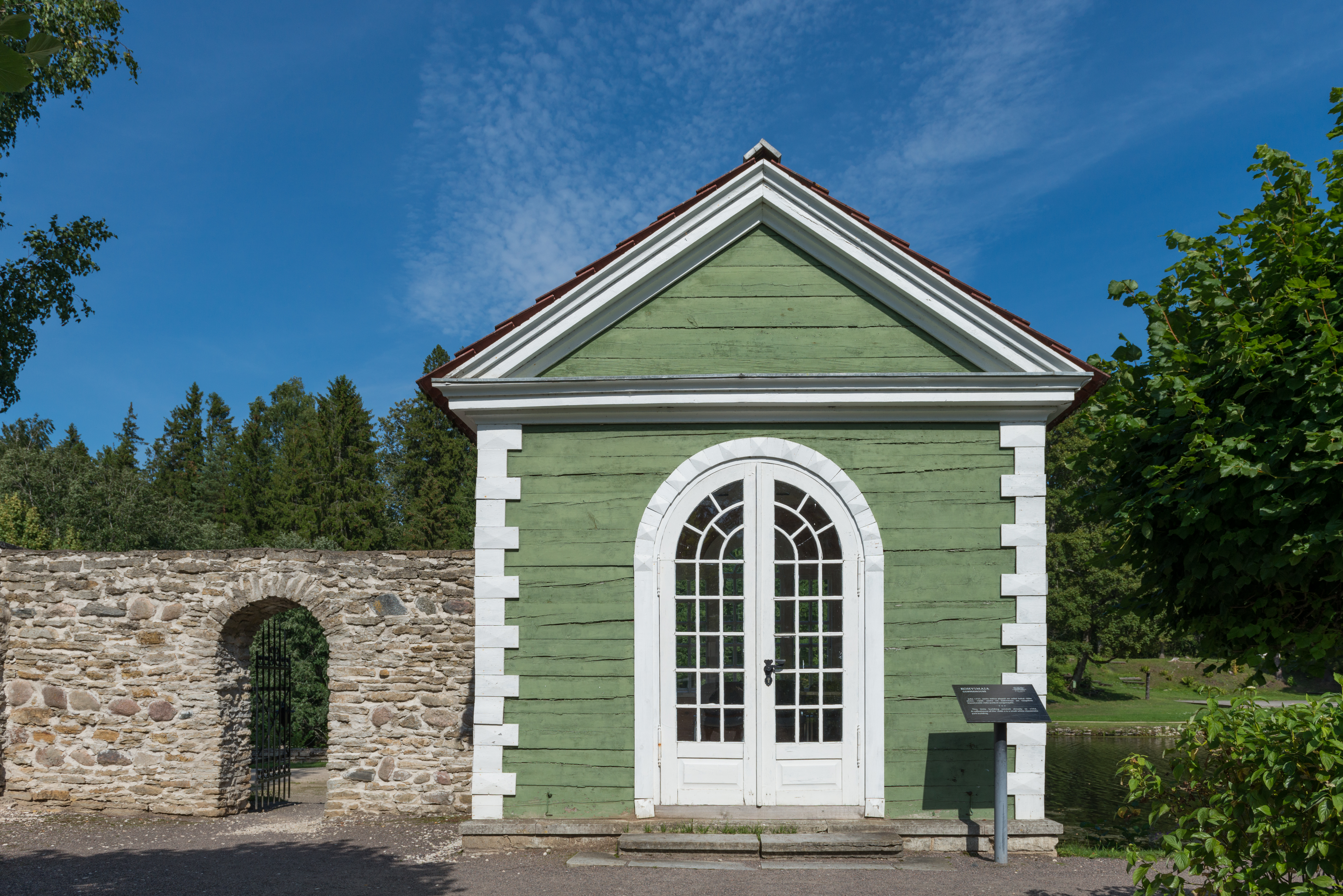
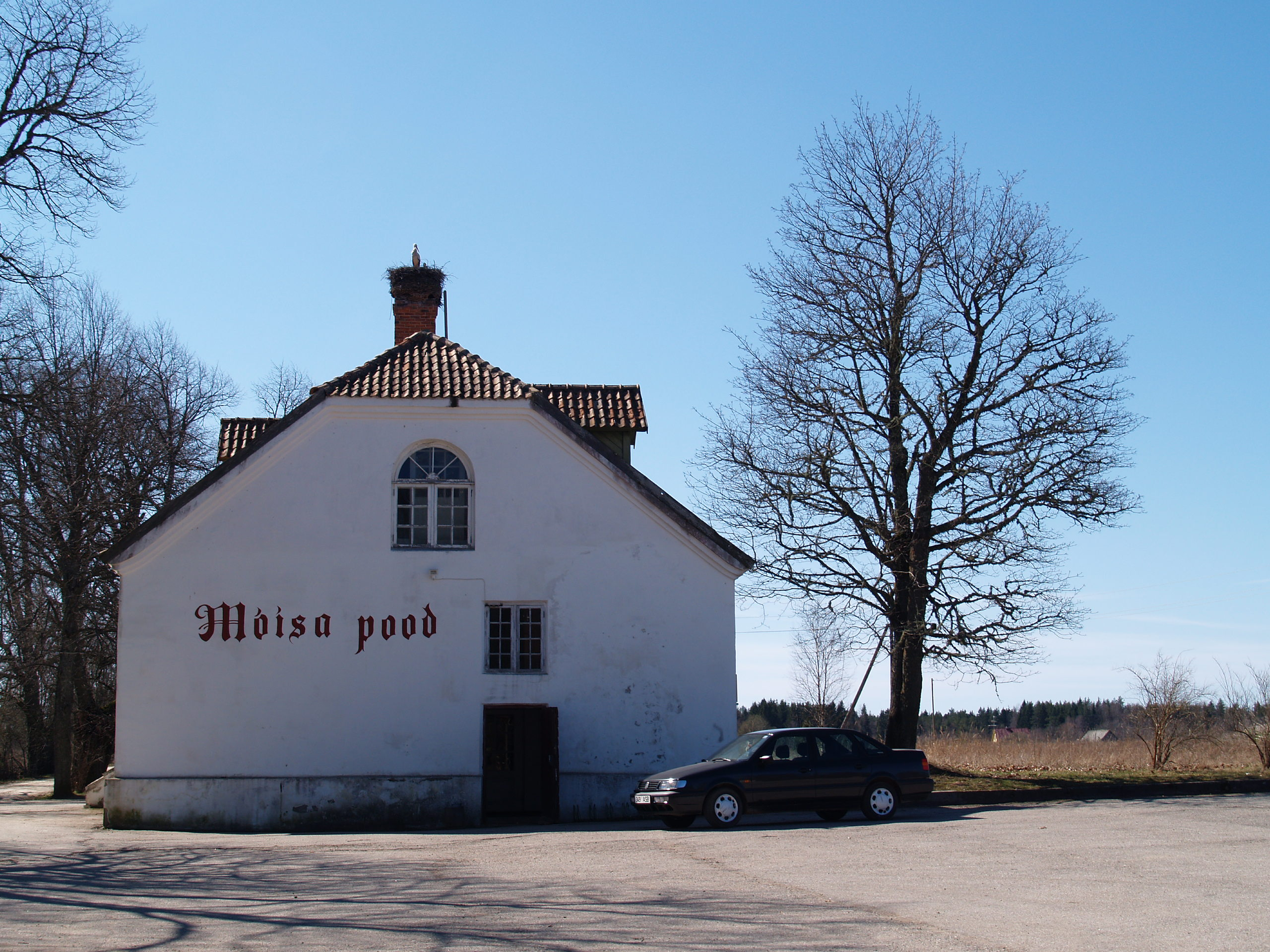
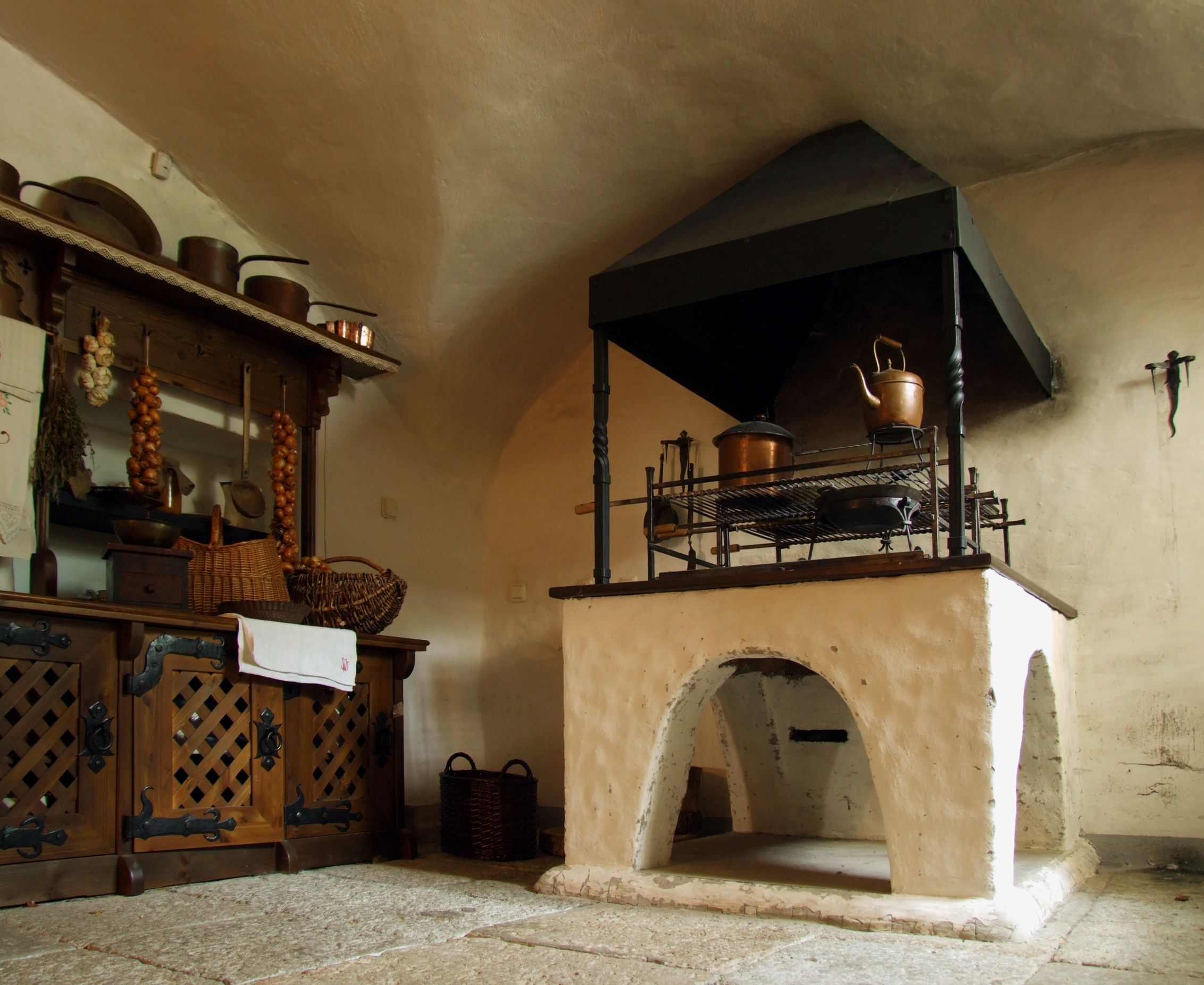
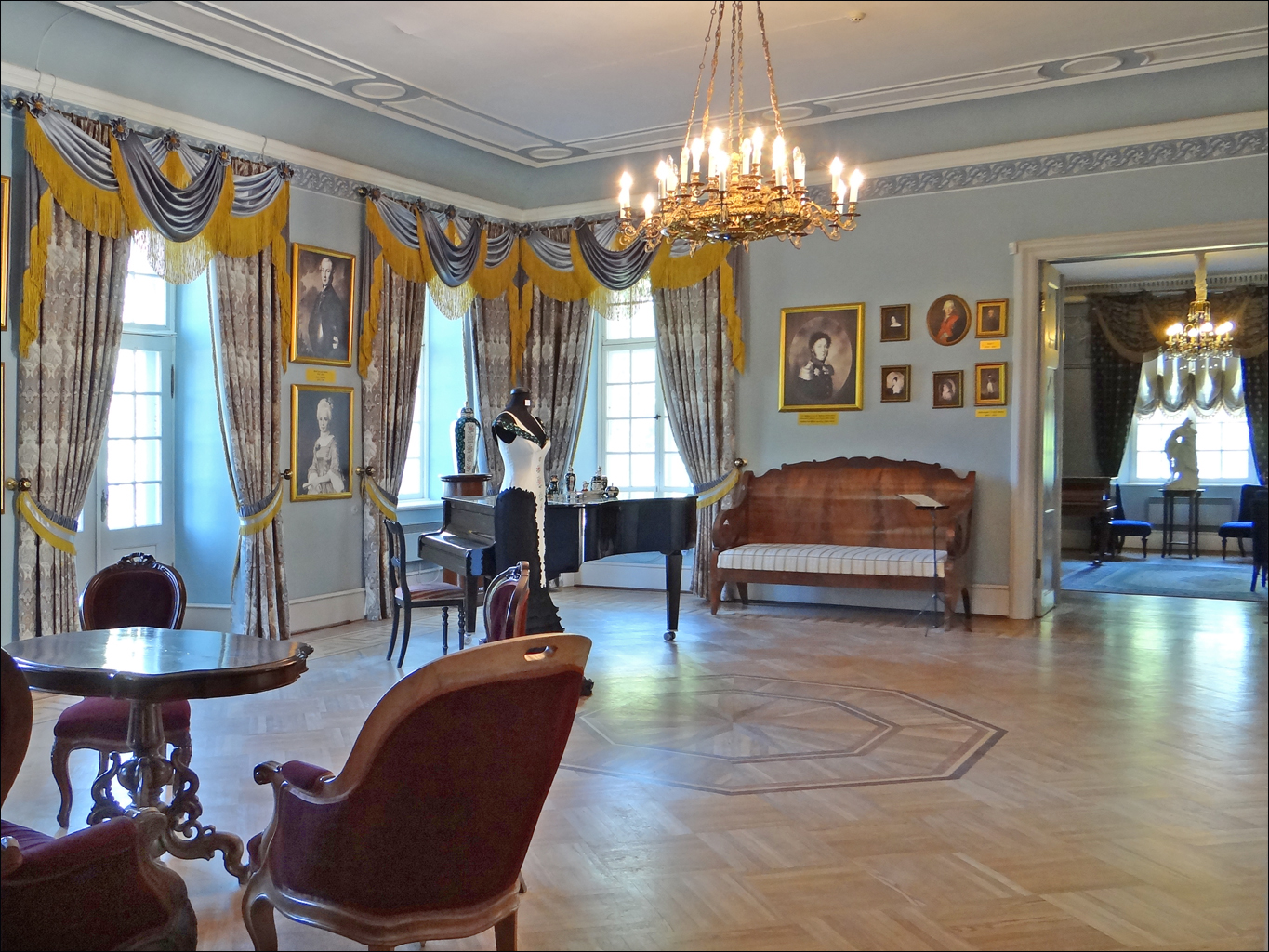
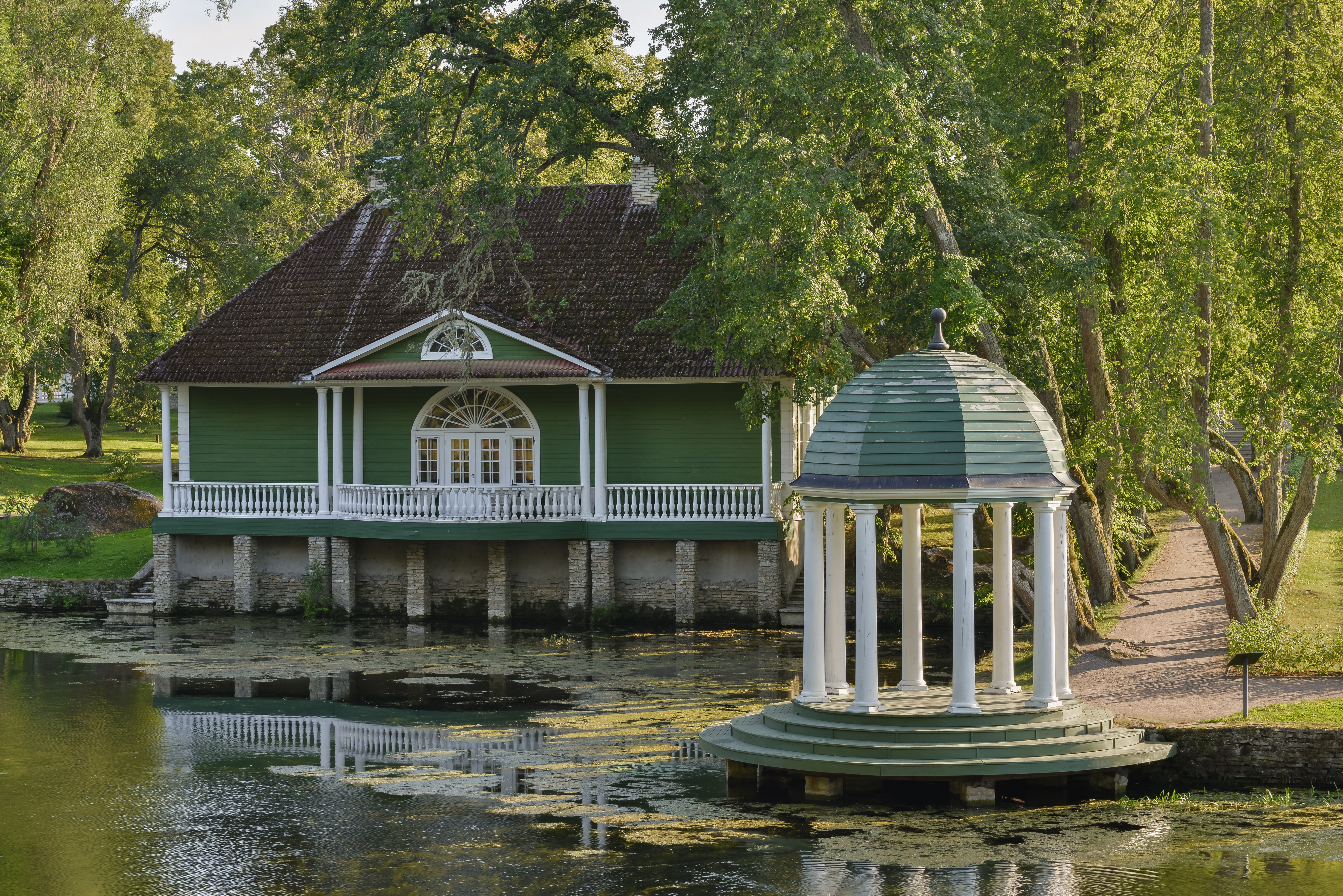
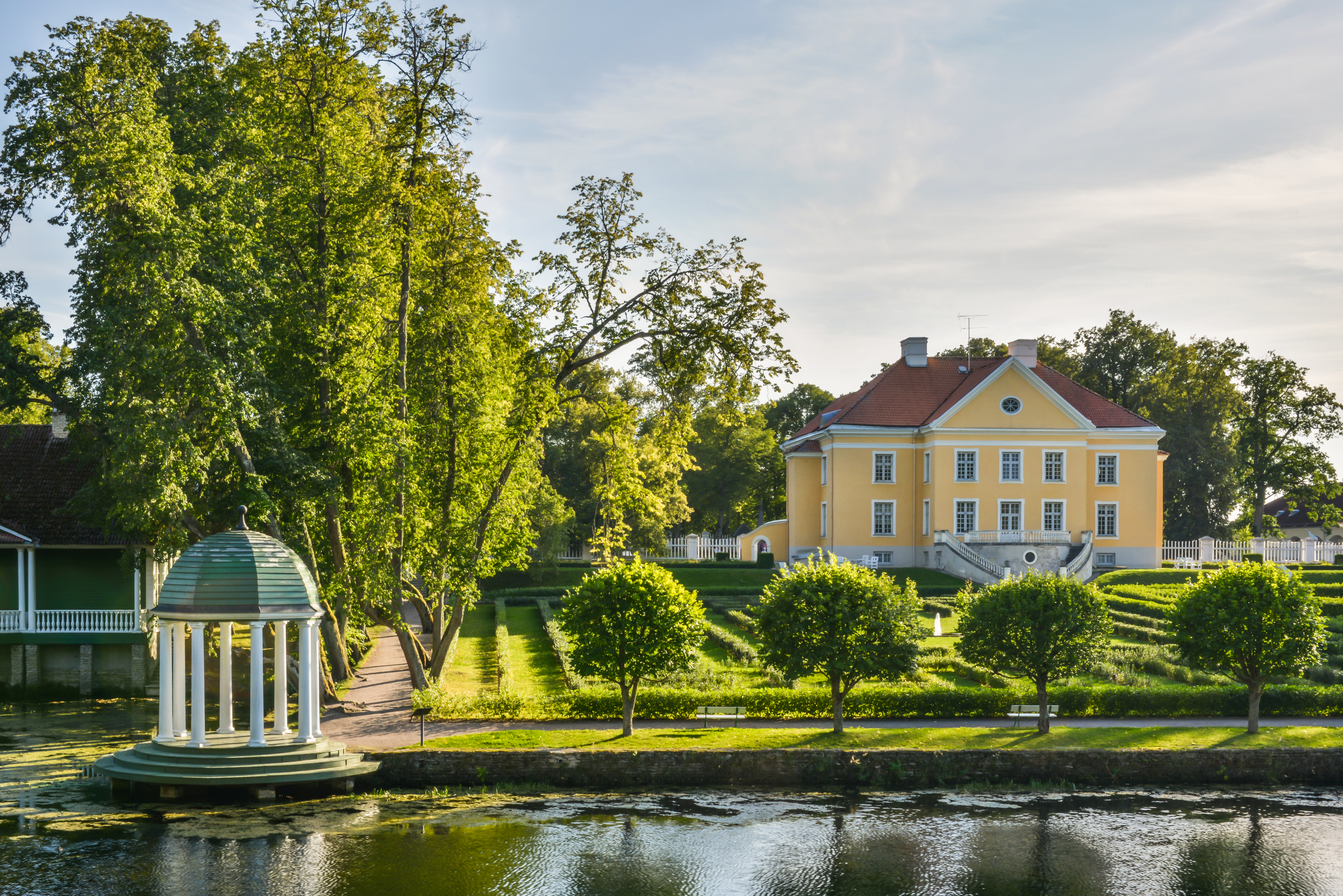